# Tarentí

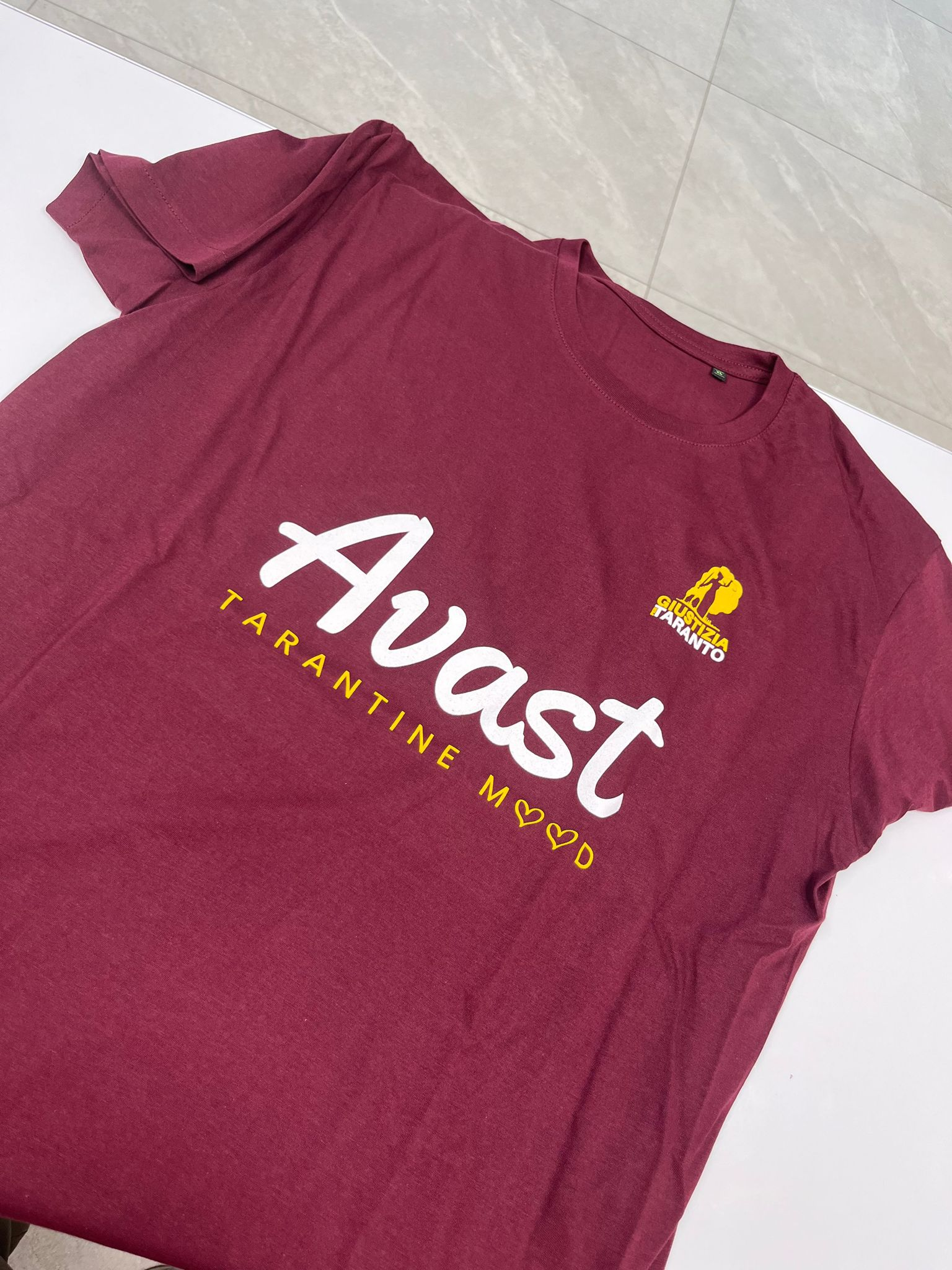
Comunicació utilitzant el dialecte a Tàrent

El tarentí (tarandíne en aquesta llengua) és una llengua parlada a la regió italiana de la Pulla, Basilicata, part de Calàbria i en alguns pobles fronterers de Campània. La major part dels parlants viuen a la ciutat de Tàrent. També és parlada per alguns immigrants als Estats Units, especialment a Califòrnia. El tarentí està estretament relacionat amb l'italià i el sicilià. Aquest presenta les variants massafrès, crispianès, entre d'altres, a la zona nord de la província homònima.
Té la particularitat de ser un idioma comunal, o bé, la seva variant més genuïna es parla dins dels confins de la ciutat, principalment al centre històric. No obstant això, també aquí, amb les diverses diferenciacions comunicatives degudes als canvis generacionals. De fet, encara que Tàrent limita amb altres províncies de la Puglia, en la parla tarentina no es troben similituds amb el salentí o el dialecte barés ni en l'accent, ni en la pronunciació, ni en els articles.

## Història
Durant el període romà d'Orient i longobard, el tarentí va adquirir un caràcter molt original per a l'època: la o va passar a ue, la e a ie, i el vocabulari es va omplir de nous vocables.
Amb l'arribada dels normands en els anys 1071 i de la casa d'Anjou el 1400, la llengua va perdre bona part dels seus trets orientals i es va veure influenciada per elements francesos i gal·loitàlics, com la e muda final.
A l'edat mitjana, la ciutat va ser dominada pels sarraïns, amb la consegüent introducció de mots àrabs, mentre que pels volts de 1502 Tàrent cau sota el domini dels aragonesos; durant tres segles, l'espanyol va ser la llengua oficial de la ciutat, i per això van ser introduïts nous vocables al tarentí.
L'any 1801, la ciutat va estar sota el domini de les tropes franceses, que van deixar definitivament la influència lingüística provençal.
Tàrent ha estat durant molt temps lligada al Regne de Nàpols i comparteix alguns termes comuns amb el napolità. La influència àrab, unida amb la francesa i la llatina, ha donat lloc a una gran desonorització de les vocals, transformant en e semimudes que ha causat també un notable augment fonètic d'aquest so.
Actualment, el particular tancament vocàlic i l'allargament de les "vocals dures" han donat a la llengua tarentina una cadència que recorda un "dialecte àrab", encara que amb alguna referència als sons dòrics arcaics.